# Контрада Тала
Контрада Тала је насеље у Италији у округу Сиракуза, региону Сицилија.
Према процени из 2011. у насељу је живело 41 становника. Насеље се налази на надморској висини од 79 м.